# Liste der Monuments historiques in Donnenheim
Die Liste der Monuments historiques in Donnenheim führt die Monuments historiques in der französischen Gemeinde Donnenheim auf.

## Liste der Objekte
| Bezeichnung                  | Beschreibung | Standort                                       | Kennzeichnung | Schutzstatus | Datum | Bild           |
| ---------------------------- | --- | ---------------------------------------------- | ------------- | ------------ | ----- | -------------- |
| Kanzel                       | Holz, 18. Jahrhundert | in der Kirche Ste-Marie-St-Bernard-Abbé (Lage) | PM67001231    | Inscrit      | 1974  | weitere Bilder |
| Glocke                       | Bronze, 1776 | in der Kirche Ste-Marie-St-Bernard-Abbé (Lage) | PM67001598    | Inscrit      | 1996  |                |
| Hochrelief Kreuzigungsgruppe | Sandstein, um 1500 | in der Kirche Ste-Marie-St-Bernard-Abbé (Lage) | PM67000047    | Classé       | 1975  |                |
| Hauptaltar                   | Altartisch, Tabernakel, sechs Leuchtern, Altarkreuz und zwei Engelsskulpturen; Holz, farbig gefasst und vergoldet, 18. Jahrhundert | in der Kirche Ste-Marie-St-Bernard-Abbé (Lage) | PM67001230    | Inscrit      | 1974  | weitere Bilder |
| Pietà                        | Holz, farbig gefasst und vergoldet, 18. Jahrhunderts                                                                               | in der Kirche Ste-Marie-St-Bernard-Abbé (Lage) | PM67001557    | Inscrit      | 1998  | weitere Bilder |